# Baltimore Thunder
Baltimore Thunder – zawodowa drużyna lacrosse, która grała w National Lacrosse League. Drużyna miała swoją siedzibę w Baltimore w Stanach Zjednoczonych. Rozgrywała ona swoje mecze na Baltimore Arena. Baltimore Thunder był pierwszym zwycięzcą NLL w sezonie 1987. W sezonie 2000 drużyna przeprowadziła się i zmieniła nazwę na Pittsburgh CrosseFire. Następnie w sezonie 2001 zmieniła nazwę na Washington Power, a od sezonu 2003 nazywa się Colorado Mammoth. Drużyna wzięła udział w 13 sezonach.

## Osiągnięcia
- Champion’s Cup: 1987
- Mistrzostwo dywizji: 1991

## Wyniki
W-P Wygrane-Przegrane, Dom-Mecze w domu W-P, Wyjazd-Mecze na wyjeździe W-P, GZ-Gole zdobyte, GS-Gole stracone
| Season | W-P   | Dom   | Wyjazd | GZ    | GS    |
| ------ | ----- | ----- | ------ | ----- | ----- |
| 1987   | 2-4   | 1-2   | 1-2    | 79    | 82    |
| 1988   | 2-6   | 2-2   | 0-4    | 98    | 122   |
| 1989   | 4-4   | 2-2   | 2-2    | 99    | 96    |
| 1990   | 4-4   | 2-2   | 2-2    | 96    | 95    |
| 1991   | 6-4   | 3-2   | 3-2    | 156   | 157   |
| 1992   | 3-5   | 2-2   | 1-3    | 117   | 147   |
| 1993   | 2-6   | 1-3   | 1-3    | 122   | 147   |
| 1994   | 1-7   | 1-3   | 0-4    | 93    | 113   |
| 1995   | 3-5   | 2-2   | 1-3    | 98    | 117   |
| 1996   | 4-6   | 3-2   | 1-4    | 144   | 163   |
| 1997   | 2-8   | 1-4   | 1-4    | 125   | 165   |
| 1998   | 8-4   | 4-2   | 4-2    | 184   | 160   |
| 1999   | 8-4   | 5-1   | 3-3    | 211   | 175   |
| Razem  | 49-67 | 29-29 | 20-38  | 1 622 | 1 739 |